# Schwarz (Mecklembourg)
Pour les articles homonymes, voir Schwarz.
Schwarz est une municipalité allemande située dans le land de Mecklembourg-Poméranie-Occidentale et l'Arrondissement du Plateau des lacs mecklembourgeois.